# Major League Baseball 2K8
Major League Baseball 2K8 ou MLB 2K8 est un jeu vidéo de baseball sous licence MLB publié par 2K Sports. MLB 2K8 est disponible sur Xbox 360, PlayStation 3, PlayStation 2, Wii et PlayStation Portable.

## Accueil
- IGN : 7,4/10[1]